# Puffin Browser
Puffin Browser es un navegador web freeware desarrollado por CloudMosa el cual es una compañía de tecnología móvil con sede en Estados Unidos fundada por Shioupyn Shen.
Puffin Browser se lanzó inicialmente en 2010. Utiliza servidores en la nube encriptados para el procesamiento de contenido. Debido a que Puffin renderiza páginas web en la nube, de acuerdo con algunas pruebas de referencia, podría hacer que la carga de páginas, la representación de contenido y la ejecución de JavaScript sean más rápidas que el procesamiento del dispositivo local. Sin embargo, como resultado de que las páginas web se procesan a través de servidores en la nube, la dirección IP del usuario cuando navega por la World Wide Web en el navegador  Puffin Browser refleja en la nube la dirección IP del servidor. Esto hace que algunos sitios web detecten Puffin Browser como un servidor proxy.
Puffin Browser viene con Adobe Flash Player para reproducir contenido de Adobe Flash, incluso en dispositivos móviles, donde Flash se suspendió debido a problemas de seguridad. Las  características también incluyen un panel táctil virtual, un mando de videojuegos y funciones de teclado en pantalla.
CloudMosa tiene una familia integral de productos Puffin que se ejecutan en muchas plataformas diferentes (Puffin Browser en Android, Puffin Secure Browser en Windows y en macOS, Puffin Internet Terminal en Linux, Puffin TV Browser en Televisión inteligente, Puffin OS en teléfonos inteligentes de corriente principal. También se sabe que se ejecuta en hardware con recursos limitados como Raspberry Pi, decodificador de televisión, TV stick, etc.) 
En mayo de 2019, CloudMosa había anunciado que   sería suspendido la aplicaión Puffin Web Browser en iOS dispositivos debido a las políticas de Tienda de la Aplicación de Apple.

## Historia
Puffin Browser lanzó su versión de pago Puffin Web Browser Pro en Google Play en diciembre de 2010, y en Apple App Store en noviembre de 2010. 
En 2013, CloudMosa presentó Puffin Academy, un navegador móvil gratuito con Adobe Flash incorporado para estudiantes, maestros y padres de K-12. Sin embargo, la versión iOS de Puffin Academy se suspedió en la plataforma iOS el 1 de julio de 2019.
En 2015, CloudMosa lanzó un nuevo producto, Puffin para Facebook.
En 2017, Puffin Browser fue la principal aplicación de utilidad en la App Store en 58 países, incluidos Francia, Reino Unido, Japón, Italia y Corea del Sur.
Además de Puffin Web Browser Pro, Puffin Browser también tiene una versión Lite con publicidad. Se agregaron funciones de bloqueo de anuncios a la versión Pro que no existe en la versión lite.
Puffin TV es una edición especial de Puffin Browser optimizada para usuarios de Android Google Play TV. Está clasificado como el mejor navegador para Android TV por MakeUseOf. El operador de telefonía móvil GSM más grande de Tailandia, Advanced Info Service (AIS), incluye un navegador Puffin TV personalizado en su decodificador de televisión: AIS Playbox.
Antes de 2018, la familia de productos Puffin Browser solo estaba disponible en dispositivos móviles. A partir de 2018, Puffin Browser lanzó una versión de escritorio, Puffin Secure Browser para Windows. En mayo de 2019, se lanzó Puffin Secure Browser para Mac OS. 
A partir del 24 de octubre de 2018, el navegador Puffin ha llegado a más de 50 millones de usuarios en Android. A partir de noviembre de 2018, el navegador Puffin ha alcanzado los 100 millones de usuarios acumulados en todo el mundo (iOS + Android).
Justo antes de la apertura de CES 2019, CloudMosa anunció un nuevo miembro de la familia de productos Puffin Browser: Puffin Internet Terminal. Es una aplicación de virtualización de escritorio que se ejecuta en Raspbian para navegar por Internet diseñada para Raspberry Pi . Puffin Internet Terminal fue seleccionado como Honorario de los Premios a la Innovación CES 2019 en la categoría de productos de Hardware y Componentes de Computadora.
En mayo de 2019, Puffin Browser presentó un nuevo miembro de la familia: Puffin OS. Además, CloudMosa anunció que suspendería las aplicaciones del navegador web Puffin el 1 de julio de 2019 en todos los dispositivos iOS. La razón de CloudMosa para descontinuar la aplicación es que la aplicación no se ha actualizado en los últimos dos años porque no había cumplido con las políticas de la App Store de Apple.

## Productos

### Puffin Web Browser
Puffin Web Browser es la aplicación estándar de Puffin Browser para Android. El navegador web Puffin incluye soporte para contenido Adobe Flash y características tales como la emulación del puntero del ratón y un mando de videojuegos virtual. Los usuarios pueden elegir dónde guardar un archivo descargado, ya sea en los dispositivos de los usuarios o directamente en su unidad de almacenamiento en la nube. El navegador web también permite a los usuarios reducir la cantidad de datos que se utilizan, de fuentes como los juegos Flash que a menudo consumen una gran cantidad de datos.